# 花蜆屬
花蜆屬（學名：Cyrenodonax）是帘蛤目蜆科的一屬。

## 物種
- 花蜆 Cyrenodonax formosana Dall, 1903